# 바이알

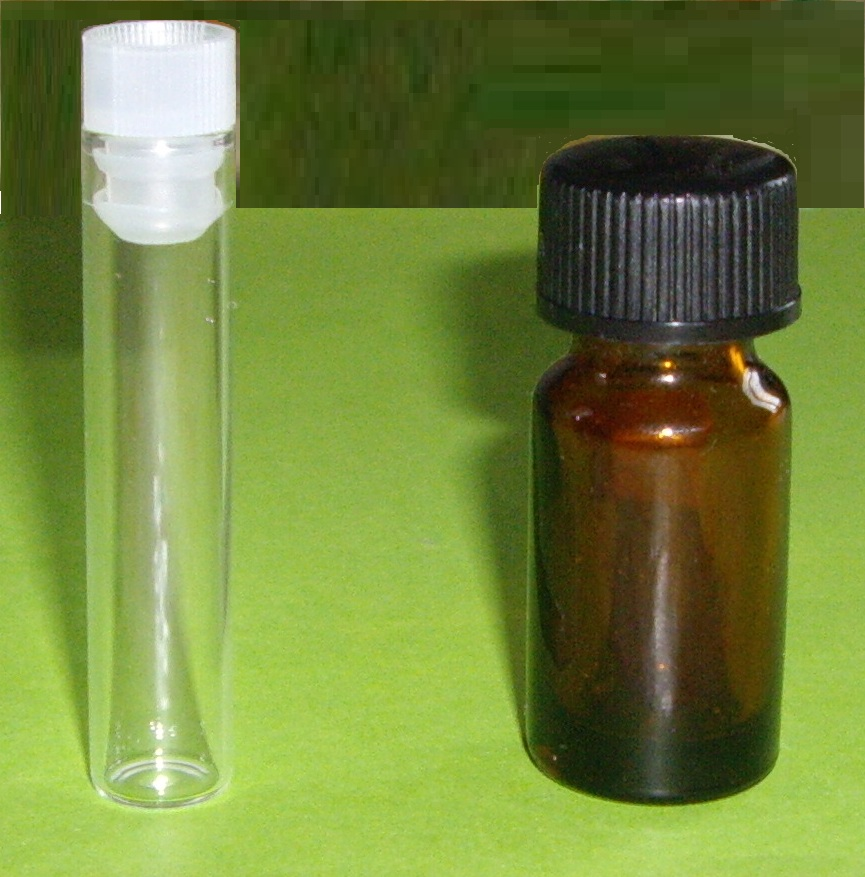
바닥이 평평한 플라스틱 바이알의 예

바이알(vial) 또는 바이알 병은 주로 주사용 유리 용기의 하나이다. 약을 나누어 사용할 때 쓰는데, 주사약을 넣고 무균 상태로 만든 후에 고무마개로 밀폐한다.
그러나 바이알 병 자체로 실험용 초자 기구로 사용하는 경우도 일반적이다.

## 같이 보기
- 샬레

## 참고
- Hans-Jürgen Bässler and Frank Lehmann (2013). 《Containment Technology: Progress in the Pharmaceutical and Food Processing Industry》. Springer (Berlin). ISBN 978-3642392917.